# Paraspathosternum pedestre
Paraspathosternum pedestre är en insektsart som först beskrevs av Miller, N.C.E. 1929.  Paraspathosternum pedestre ingår i släktet Paraspathosternum och familjen gräshoppor. Inga underarter finns listade i Catalogue of Life.